# John Hench
John Hench (29 juni 1908 – 5 februari 2004) was een Amerikaans striptekenaar. Hij 
was een lid van de Disney-stal en een van de bekendste tekenaars van (portretten van) Mickey Mouse.
Hij werkte sinds 1939 voor het entertainmentconcern. Als tekenaar werkte hij mee aan de films Dumbo, Peter Pan en Fantasia. 
Disney-topman Michael Eisner noemde Hench "een onmisbare kracht". "Hij heeft mij en vele anderen de essentie van het Disney-erfgoed bijgebracht." Na de dood van Walt Disney in 1966 werd Hench verantwoordelijk voor de bouw in 1971 van het attractiepark Disney World in Florida. Hij was ook een van de ontwerpers van Tokyo Disneyland, dat opende in 1982.  Voor de speciale effecten in de film 20.000 Mijlen onder de Zee kreeg Hench in 1955 een Oscar.
Hench overleed op 95-jarige leeftijd in Burbank, Californië door hartfalen.
- Bibsys: 4019351
- Gemeinsame Normdatei: 1279748702
- International Standard Name Identifier: 0000 0000 2750 2538
- Library of Congress Control Number: n88018336
- Nationale Bibliotheek van Letland: 000272637
- MusicBrainz: b6801e87-a94f-40b6-801f-37ff8864ccc6
- Bibliotheek van het Japanse parlement: 00948694
- Nederlandse Thesaurus van Auteursnamen: 278570119
- RKD-Nederlands Instituut voor Kunstgeschiedenis: 289153
- Virtual International Authority File: 65545866
- WorldCat: E39PBJr7VpCK3rCFYbkJKd7j4q